# چرخ‌ریسک کاکلی

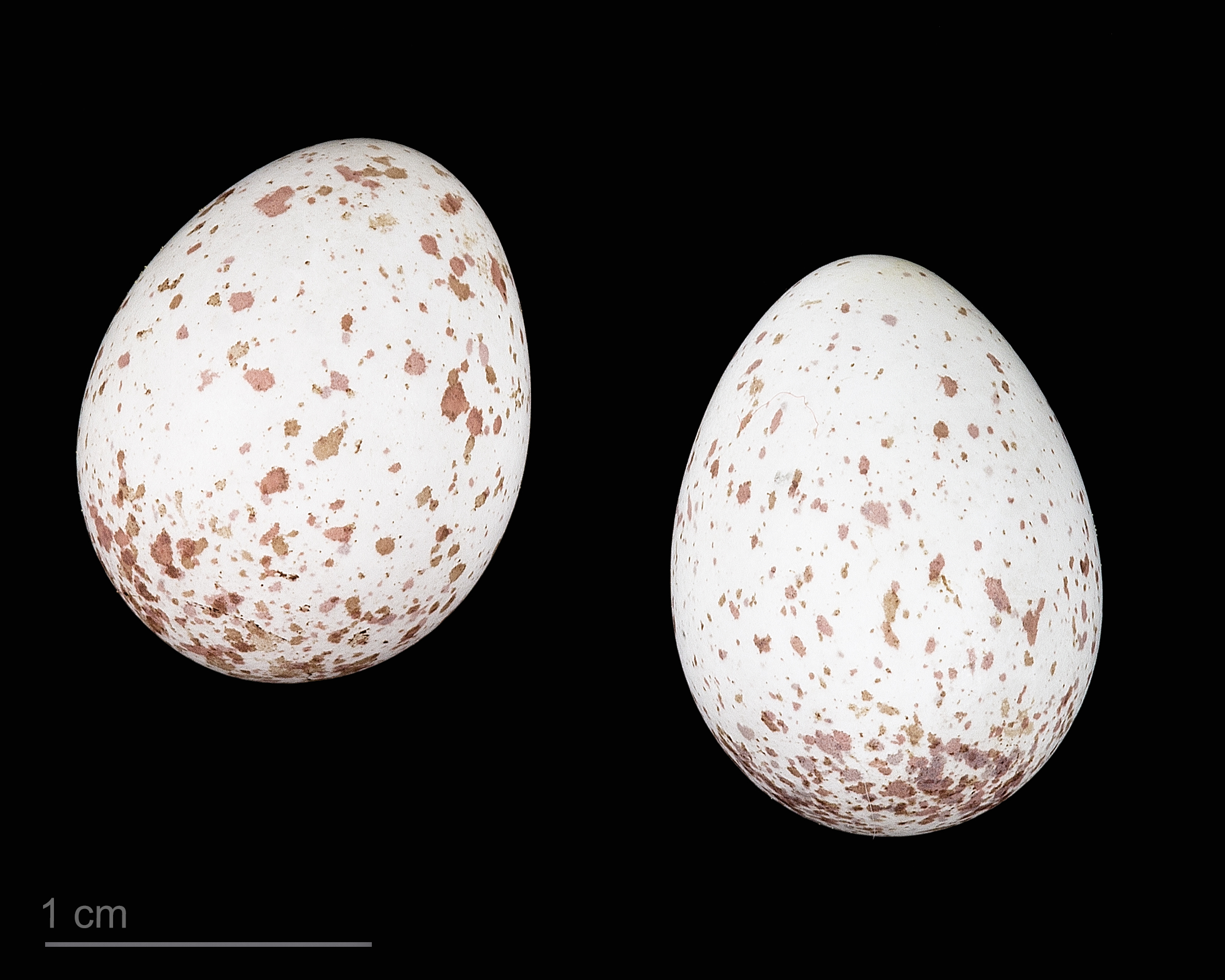
Lophophanes cristatus

چرخ‌ریسک کاکلی (نام علمی: Parus cristatus) نام یک گونه از سرده چرخ ریسک‌های تاج‌دار است.

## نگارخانه

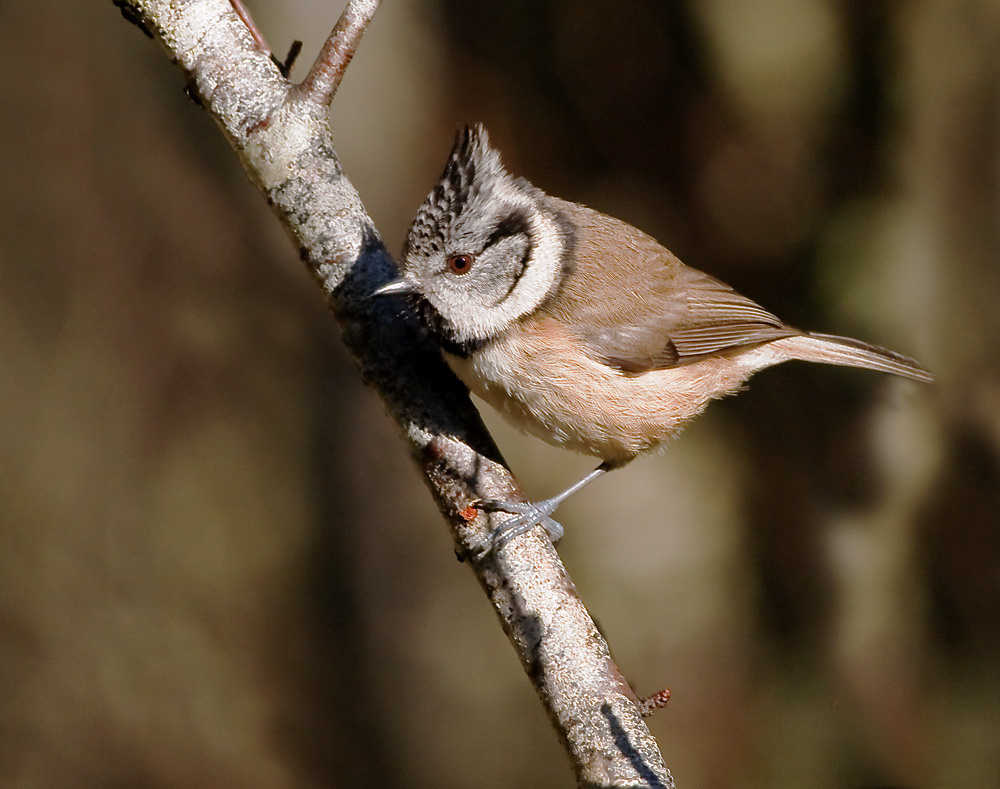
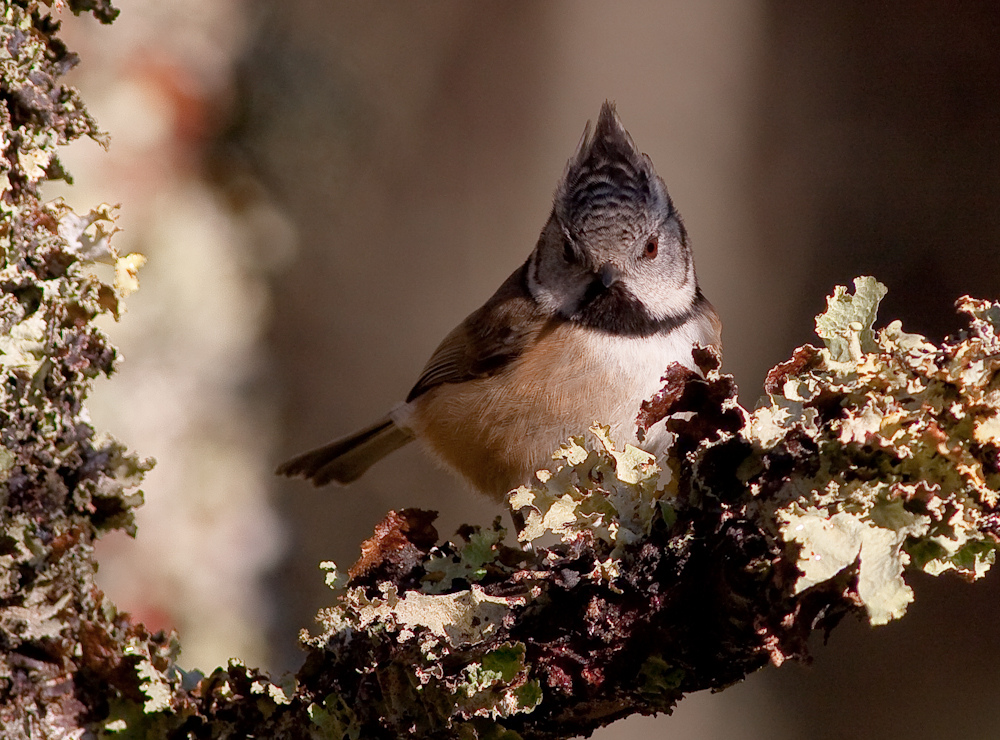
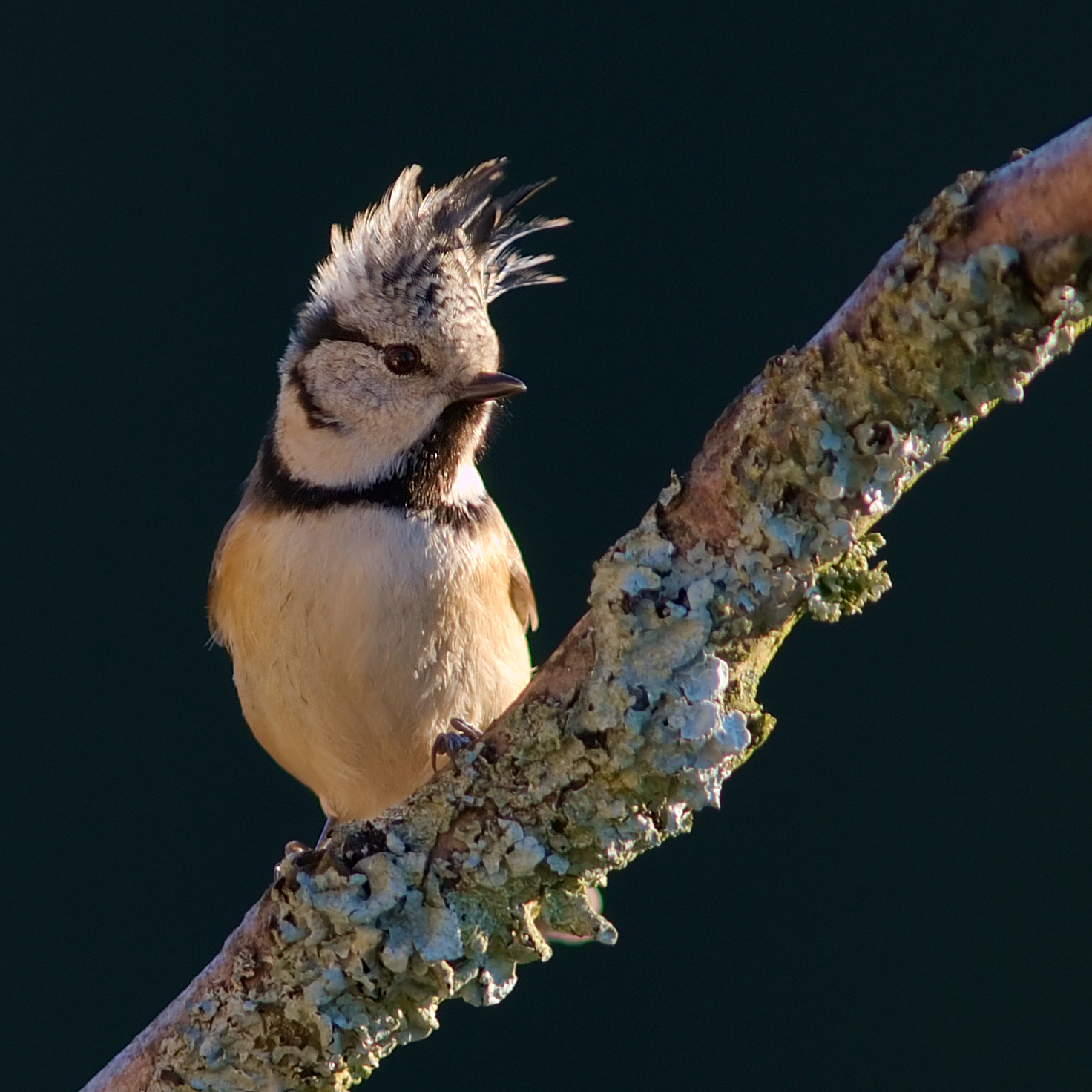
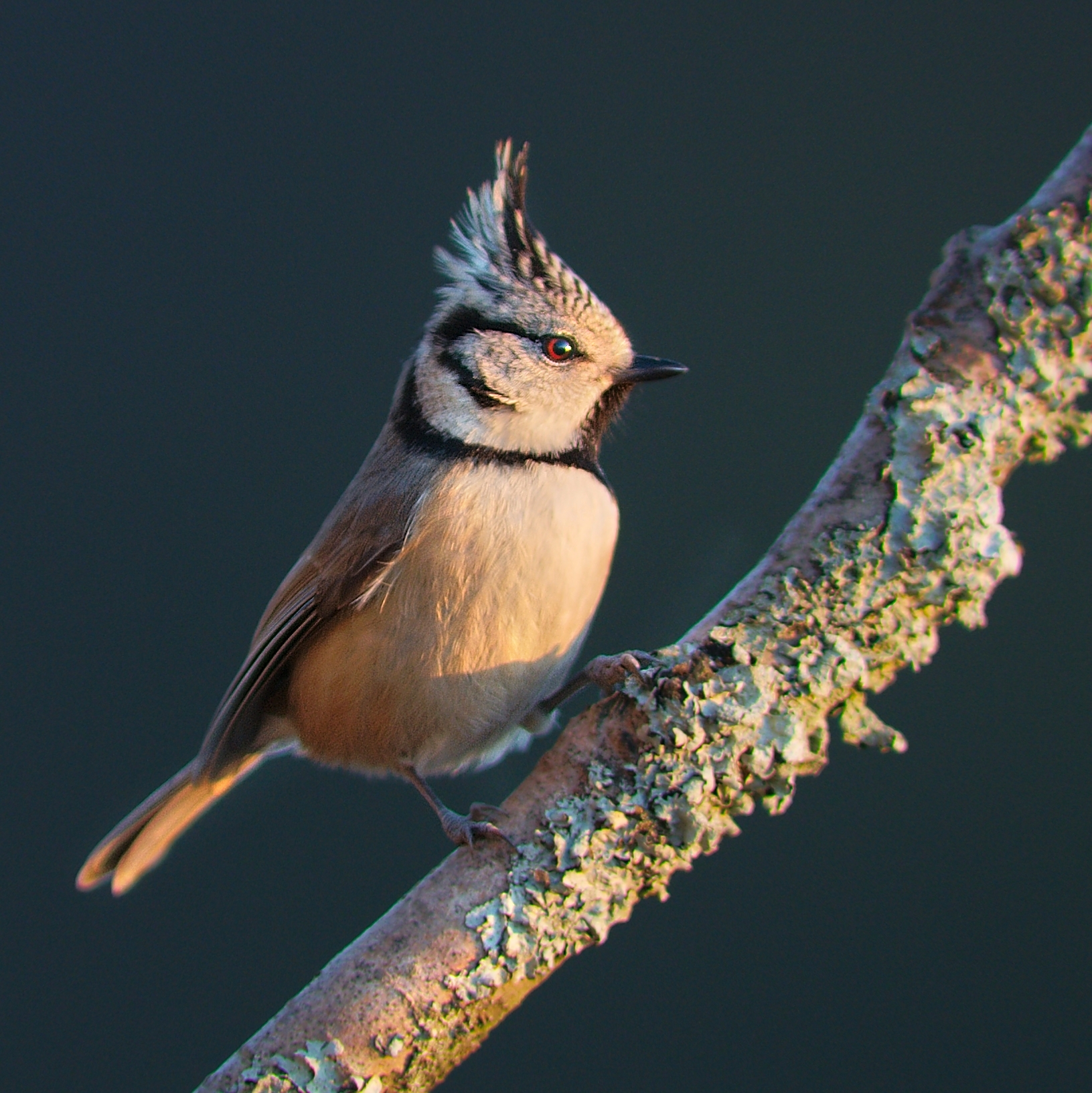